# Гризун Анатолій Пилипович
Анато́лій Пили́пович Гризу́н (28 травня 1948, Курилівка — 21 травня 2018, Суми) — поет, драматург, публіцист, критик, літературознавець, журналіст, перекладач, громадський діяч. Член НСПУ (1984). Кандидат філологічних наук (1988), доцент. Співавтор антології фризької поезії українською мовою.

## Біографія
Народився 28 травня 1948 р. у с. Курилівка Конотопського району Сумської області, в родині репресованих селян. Закінчив школу у с. Карабутові. По закінченні середньої школи працював у районній газеті Липової Долини, за рекомендацією байкаря і педагога Павла Ключини.
Закінчив  факультет української філології Сумського педінституту (1972), аспірантуру Київського педінституту (1986) та докторантуру Київського державного університету ім. Т. Г. Шевченка. Певний період працював редактором на Сумській телестудії (1972-1980), потім викладачем у Сумському педагогічному інституті. З 1991 року - доцент кафедри української літератури.

### Творчість
Перші вірші А. Гризун почалив друкувати у шкільному віці на сторінках міськрайонної газети "Радянський прапор" та обласної "Ленінська правда", республіканської газети "Зірка" та журналу "Піонерія". У середині 60-х рр.був учасником семінарів молодих літераторів в Сумах, Харкові, Києві. Виступав на радіо.
Гризун А. П. автор 13 поетичних збірок та п’єси-трагедії "Був Маяковським...". Йому належать переклади: збірка фризької поезії "Над озерами білі вітрила" (у співавторстві з професором, вченим-мовознавцем Юрієм Жлуктенком) (Київ, 1997), хрестоматія з російської поезії ХІХ-ХХ ст. "Північне сяйво" (2001). Фундаментальні роботи літературознавця, присвячені дослідженню філософської лірики - "Поезія концептуальної думки" (2007) та сугестивної лірики - "Поезія багатозначних підтекстів" (2011). Друкував рецензії на книги інших письменників на шпальтах українських газет та журналів ("Вітчизна", "Дніпро" та інші). Вірші, наукові та публіцистичні твори А. Гризуна перекладалися російською, білоруською, киргизькою, болгарською, польською, литовською, кримськотатарською та іншими мовами. Його доробки видані не лише в Україні, а й в Англії, Білорусі, Болгарії, Вірменії, Голландії, Киргизії, Литві, Німеччині, Польщі, Росії, США.

### Політична діяльність
У 1960-х та 1970-х роках входив у коло «неблагонадійної» сумської інтелігенції, лідери якого були в постійній розробці обласних органів КДБ СРСР. Брав активну участь у демократичних процесах кінця 1990-х. Був серед фундаторів  обласних осередків: товариства "Просвіта", Народного Руху України, Педагогічного товариства ім. Г. Ващенка, Конгресу української інтелігенції. Співпрацював із популярним тижневиком краєзнавства «Панорама Сумщини», зокрема із його співредактором Геннадієм Петровим.

## Відзнаки
Лауреат літературної премії ім. В. Мисика (1995)
Лауреат літературної премії ім. О.Олеся (2016)

## Творчий доробок
- "Десниця" (1972)
- "Розкрилля" (1976)
- "Високосний рік" (1983)
- "Віче" (1989)
- "Космос" (1994)
- "Над озерами білі вітрила" (1997)
- "Новотвори" (1998)
- "Північне сяйво" (2001)
- "Третє тисячоліття" (2003)
- "Озимина" (2005)
- "Поезія концептуальної думки" (2007)
- "Золоті асонанси" (2008)
- "Скоропис мигавиці" (2010)
- "Поезія багатозначних підтекстів" (2011)
- "Перстень-Зодіак" (2014)
- "Джинсове небо" (2016)
- "Метагалактика" (2018)